# Tycherus fennicus
Tycherus fennicus är en stekelart som först beskrevs av Hellen 1951.  Tycherus fennicus ingår i släktet Tycherus och familjen brokparasitsteklar. Inga underarter finns listade i Catalogue of Life.